# Heinrich Wendt (Chronist)
Heinrich Wendt (* 11. September 1605 in Einbeck; † 1683) war ein niedersächsischer Chronist. Am 2. März 1633 heiratete er Catharina Wreden, mit der er 10 Kinder hatte.

## Leben
Geboren als Sohn des Bierbrauers Diethmar Wendt und dessen Frau Anna, besuchte er zunächst die Schule seiner Heimatstadt. Nach dem Besuch des Gymnasiums Andreanum in Hildesheim und des Ratsgymnasiums Goslar immatrikulierte er sich an der Universität Helmstedt. Jedoch blieb er dort nicht lange, da die Pest ausbrach. Nach kurzen Aufenthalten in verschiedenen Städten studierte er 1626 in Rostock. 1628 ging er erneut an die Universität Helmstedt. Hier wählte man ihn 1630 zum Sekretär der Juristischen Fakultät. 1635 wurde er vom Rat der Stadt Osterode zum Sekretär berufen und kümmerte sich um das Stadtarchiv. Von 1647 bis 1683 war er Bürgermeister von Osterode.
Bedeutung erlangte er als Geschichtsschreiber des 17. Jahrhunderts des Fürstentums Grubenhagen und der Chronik der Stadt Osterode.

## Werk
- Chronica oder Zeytbuch und wahrhaftige Beschreibung der löblichen Stadt Osteroda.

## Edition
- Geschichte des Welfenfürstentums Grubenhagen, des Amtes und der Stadt Osterode. Bearbeitet von Jörg Leuschner. Olms, Hildesheim 1988, ISBN 978-3-487-09035-1.